# Illnau
Illnau är en ort i kommunen Illnau-Effretikon i kantonen Zürich i Schweiz. Den ligger cirka 14,5 kilometer nordost om centrala Zürich. Orten har 4 550 invånare (2022).